# Migouel Alfarela
Migouel Alfarela (Montivilliers, 15 de febrero de 1997) es un futbolista francés que juega de delantero en el Legia de Varsovia de la Ekstraklasa polaca.

## Trayectoria
Alfarela nació en Montivilliers, Normandía, en el seno de una familia de origen portugués. A la edad de siete años ingresó en la cantera del Le Havre, donde permaneció casi 15 años antes de abandonar el club y quedar como agente libre, sin firmar un contrato profesional. Alfarela empezó a trabajar en el sector de la construcción y dejó brevemente el fútbol. Sin embargo, en 2019 fichó por el Annecy FC de la Championnat National 2 y les ayudó a ascender, siendo uno de los pilares del equipo. El 8 de julio de 2021 firmó su primer contrato profesional con el París FC hasta junio de 2023. Debutó como profesional con el conjunto parisino en la victoria por 4-0 en la Ligue 2 ante el Grenoble el 24 de julio de 2021, siendo el autor de uno de los goles. El 28 de junio de 2022 fue traspasado al SC Bastia, con el que firmó un contrato para las dos próximas temporadas, con la opción de ampliar un año más.
Su buen rendimiento en la segunda división francesa atrajo la atención del Legia de Varsovia de la Ekstraklasa de Polonia, club que fichó al delantero francés durante el mercado de verano de la temporada 2024-25, en un traspaso cifrado en un millón de euros. El 24 de julio de 2024 firmó por tres años con el equipo polaco. Debutó el 4 de agosto de 2024 en la derrota en casa por 1-2 frente al Piast Gliwice, entrando como sustituto de Bartosz Kapustka en el minuto 55. Su primer gol con en Legia se produjo en la contundente victoria por 5-2 en Varsovia contra el Motor Lublin, el 1 de septiembre de 2024. A pesar de su buen inicio en liga, Alfarela dejó de ser convocado por el entrenador Gonçalo Feio y durante el mercado de invierno se anunció su salida en calidad de cedido al Athens Kallithea FC, penúltimo equipo de la Superliga de Grecia, hasta final de temporada.

## Palmarés

### Títulos nacionales
| Título               | Club              | País    | Año  |
| -------------------- | ----------------- | ------- | ---- |
| Supercopa de Polonia | Legia de Varsovia | Polonia | 2025 |